# 899
| Calendário gregoriano                                                        | 899 DCCCXCIX                                         |
| Ab urbe condita                                                              | 1652                                                 |
| Calendário arménio                                                           | 348 – 349                                            |
| Calendário bahá'í                                                            | -945 – -944                                          |
| Calendário budista                                                           | 1443                                                 |
| Calendário chinês                                                            | 3595 – 3596 Início a 16 de janeiro (aproximadamente) |
| Calendário copta                                                             | 615 – 616                                            |
| Calendário etíope                                                            | 891 – 892                                            |
| Calendários hindus - Vikram Samvat - Calendário nacional indiano - Cáli Iuga | 954 – 955 820 – 821 3999 – 4000                      |
| Calendário Holoceno                                                          | 10899                                                |
| Calendário islâmico                                                          | 286 – 287                                            |
| Calendário judaico                                                           | 4659 – 4660                                          |
| Calendário persa                                                             | 277 – 278                                            |
| Calendário rúnico                                                            | 1149                                                 |
| Calendário solar tailandês                                                   | 1442                                                 |

899 (DCCCXCIX, na numeração romana) foi um ano comum do século IX do Calendário Juliano, da Era de Cristo, teve início a uma segunda-feira e terminou também a uma segunda-feira e a sua letra dominical foi G (52 semanas).
No território que viria a ser o reino de Portugal estava em vigor a Era de César que já contava 937 anos.
| Ano completo                         |
| ------------------------------------ |
| Ano comum com início à segunda-feira |

## Eventos
- Eduardo o Velho torna-se rei de Inglaterra.

## Mortes
- 26 de Outubro - morre Alfredo, o Grande, rei do Wessex e de Inglaterra